# Київська державна академія водного транспорту імені гетьмана Петра Конашевича-Сагайдачного
Київська державна академія водного транспорту ім. гетьмана Петра Конашевича-Сагайдачного — колишній державний вищий навчальний заклад України водно-транспортного профілю, вів свою історію з 1912 року. 
29 лютого 2016 академія була рішенням уряду злита з Державним економіко-технологічним університетом транспорту. Новий виш отримав назву Державний університет інфраструктури та технологій.

## Історія
Наприкінці вересня 1912 року Міністр Шляхів Сполучення Росії дав дозвіл відкрити в Києві річкове училище 1-го розряду на кошти Київського відділення Імператорської Спілки судноплавства. 17 листопада 1912 року річкове училище урочисто відкрили в присутності начальника Краю генерал-ад’ютанта Ф.Ф. Трепова, київського віце-губернатора Б.Д. Кошкарова, міського голови І.М. Дьякова та інших високоповажних осіб. Першим начальником училища став О.О. Васильєв.
У Київському річковому училищі (яке кілька разів перейменовувалося) проводилась підготовка фахівців водного транспорту, насамперед судноводіїв, судномеханіків, гідротехніків. У 1962 році на базі училища відбулось відкриття заочного факультету Ленінградського інституту водного транспорту, де готували фахівців флоту вищої кваліфікації.
Після здобуття Україною незалежності, факультет Ленінградського інституту водного транспорту був об’єднаний з Київським річковим училищем і став Київським інститутом водного транспорту Одеської морської академії. Після приєднання Київського суднобудівного технікуму постановою Кабінету Міністрів України від 14 грудня 1998 року № 1970, інститут був перетворений на самостійний вищий навчальний заклад ІІІ–IV рівнів акредитації – Київську державну академію водного транспорту. У 2003 р. розпорядженням Уряду України Академії присвоєне ім’я видатного гетьмана-флотоводця Петра Конашевича-Сагайдачного.
За час свого існування Академія збільшила чисельність студентів усіх форм навчання і слухачів післядипломної освіти приблизно в 10 разів (до 7 тис. осіб).
За вагомий внесок у розвиток освіти, підготовку висококваліфікованих спеціалістів трудовий колектив Академії нагороджений Почесною грамотою Кабінету Міністрів України.
29 лютого 2016 академія була рішенням уряду злита з Державним економіко-технологічним університетом транспорту. Новий виш отримав назву Державний університет інфраструктури та технологій.

## Академія сьогодні
Академія проводила підготовку науково-педагогічних і наукових кадрів за спеціальностями: 
- 01.05.02 «Математичне моделювання та обчислювальні методи»
- 05.05.03 «Двигуни та енергетичні установки»
- 05.22.13 «Навігація та управління рухом»
- 08.00.04«Економіка та управління підприємствами»

- 05.22.20 «Експлуатація та ремонт засобів транспорту».

З 2012 року в Академії функціонують дві спеціалізовані вчені ради із захисту кандидатських дисертацій з технічних та економічних наук.
Академія здійснює міжнародне співробітництво з вищими навчальними закладами воднотранспортного профілю зарубіжних країн, є членом Міжнародної асоціації морських університетів.
У вересні 2011 року отримано ліцензію Міністерства освіти і науки України на підготовку та підвищення кваліфікації іноземних громадян за акредитованими в Академії напрямами та спеціальностями. У 2012 році на навчання в Академію прийнято перших 36 іноземних громадян із трьох країн: Азербайджану, Грузії та Росії.
Керівництво Академії долучається до розробки та прийняття міжнародних документів в галузі освіти і науки. Так, 30 березня 2012 року ректор Академії у складі української делегації взяв участь у роботі Підкомісії з питань співробітництва в галузі освіти Комісії зі співробітництва між Урядом України та Урядом Китайської Народної Республіки, що проходила в м. Санья (КНР). Академія взяла участь у розробці та реалізації заходів з імплементації в національну систему освіти, професійну підготовку моряків вимог Міжнародної конвенції ПДНВ-78 із поправками й доповненнями, затвердженими на дипломатичній конференції Міжнародної морської організації (ІМО) в м. Маніла (Філіппіни, 2010 р.).
Центр культури і мистецтв Академії створений у 2002 році з метою розвитку самодіяльної художньої творчості студентів, організації та проведення календарних і молодіжних свят, масових культурно-розважальних заходів зі студентами, співробітниками, абітурієнтами Академії, населенням м.Києва.
В аматорських колективах Центру студенти мають можливість реалізувати свої творчі здібності в театральних постановках, хореографії, створенні власних концертних шоу-програм, інтелектуальних іграх тощо.
За час існування самодіяльних студій Центру створені десятки мистецьких програм, які побачили глядачі Києва, Одеси, Черкас, Севастополя, Херсона, Хмельницького, Тернополя, Миколаєва, деяких міст Російської Федерації та Литви.

## Структура академії

### Факультет економіки транспорту
У червні 1996 року для організації підготовки фахівців за економічними та юридичними спеціальностями був створений факультет економіки і права. Згодом його було перетворено на факультет економіки транспорту.
До складу факультету входять 7 кафедр:
- економіки і менеджменту перевезень і маркетингу
- обліку й аудиту
- економічної теорії
- математики
- інформаційних технологій
- фізичного виховання

Серед викладачів факультету, які працюють на постійній основі, 4 доктори наук, 4 професори, більше 30-ти кандидатів наук і доцентів.
Сьогодні на факультеті ведеться підготовка студентів за такими спеціальностями: менеджмент, облік і аудит, економіка підприємства, транспортні технології, програмна інженерія. Всі спеціальності є акредитованими за освітньо-кваліфікаційними рівнями «бакалавр», «спеціаліст», «магістр». 
На факультеті ведеться підготовка аспірантів за спеціальностями 08.00.04 «Економіка та управління підприємствами» та 01.05.02 «Математичне моделювання та обчислювальні методи».
За останні 5 років на факультеті 7 випускників аспірантури захистили кандидатські дисертації на здобуття наукового ступеня кандидата економічних наук, а також підготовлено 5 навчальних посібників із грифом Міністерства освіти і науки України.

### Факультет судноводіння
Факультет судноводіння здійснює підготовку спеціалістів для морського та річкового транспорту України за професійним спрямуванням «Судноводіння» та «Експлуатація суднових енергетичних установок», за освітньо-кваліфікаційними рівнями «бакалавр», «спеціаліст» та «магістр».
На факультеті функціонують 5 кафедр:
- судноводіння та керування судном

- суднових енергетичних установок, допоміжних механізмів суден та їх експлуатації

- англійської мови за професійним спрямуванням

- природничих і технічних дисциплін

- технічних систем і процесів управління в судноводінні

Серед викладачів – 9 докторів наук, більше 30-ти кандидатів наук, понад 10 капітанів далекого плавання.
За останній рік фахівці факультету захистили 3 кандидатські дисертації.

### Юридичний факультет
Юридичний факультет здійснює підготовку за спеціальністю «Правознавство» зі спеціалізаціями за вибором студента «Цивільне право» та «Транспортне право» за освітньо-кваліфікаційним рівнем «бакалавр», «спеціаліст» і «магістр».
Навчальний процес забезпечують 7 кафедр:
- транспортного права

- теорії та історії держави і права

- цивільного права

- кримінального права

- правосуддя

- української та іноземної мов

- суспільних дисциплін

Студенти юридичного факультету проходять практику у Міністерстві юстиції України, Міністерстві інфраструктури України, АСК «Укррічфлот», ВАТ «Київський річковий порт», державних підприємствах України, в органах прокуратури та судових органах.
З метою залучення студентів до практичної роботи на факультеті успішно працює Юридична консультація «Юридична клініка», на базі якої закріплюються теоретичні знання, отримані студентами у процесі навчання, формуються навички практичної діяльності. Завданням «Юридичної клініки» є поєднання теоретичного навчання з практикою, формування у студента-юриста професійних навичок, активної суспільної позиції і правосвідомості.

### Київський тренажерний центр підготовки, перепідготовки та підвищення кваліфікації фахівців водного транспорту
Київський тренажерний центр підготовки, перепідготовки та підвищення кваліфікації фахівців водного транспорту (далі - Центр) засновано в квітні 2000 року як структурний підрозділ Київської державної академії водного транспорту. Центр є спеціалізованим навчально - тренажерним центром, який здійснює підготовку та підвищення кваліфікації фахівців водного транспорту.
У 2011 році отримано ліцензію на підвищення кваліфікації іноземних громадян за акредитованим напрямом підготовки фахівців в Академії (судноводіїв та суднових механіків).
Центр відповідно до Міжнародної конвенції з підготовки і дипломування моряків та несення вахти пропонує такі курси:
- підвищення кваліфікації судноводіїв рівня експлуатації (ІІ/1, І/11) – Refresher training of navigators with operational level

- підвищення кваліфікації судноводіїв рівня управління (ІІ/2, І/11) – Refresher training of navigators with management level

- підвищення кваліфікації суднових механіків рівня експлуатації (ІІІ/1, І/11) –Refresher training of ship`s engineer officers with operational level

- підвищення кваліфікації суднових механіків рівня управління (ІІІ/2, І/11) –Refresher training of ship`s engineer officers with management level

- підготовка з радіолокаційної прокладки та використання засобів автоматичної радіолокаційної прокладки (рівень експлуатації) – Training in the use of radar plotting and ARPA (operational level)
- підготовка до роботи з електронними картами – Training in operation of electronic charts

- підготовка операторів Глобальної морської системи зв’язку під час лиха для забезпечення безпеки мореплавства (на отримання чи підтвердження обмеженого диплома) (IV/2) – Training and refresher training of GMDSS operators (Restricted operator’s Certificate)

- підготовка операторів Глобальної морської системи зв’язку під час лиха для забезпечення безпеки мореплавства (на отримання чи підтвердження загального диплома) (IV/2) – Training and refresher training of GMDSS operators (General operator’s - Certificate)

- підготовка з питань безпеки та інструктажу всіх моряків (VI/1) – Safety training and instruction for all seafarers

- підготовка з першої медичної допомоги (VI/4, A - VI/4 -1) – Training in medical first aid

- підготовка та підвищення кваліфікації матросів (ІІ/4) – Studying and refresher training of seamen

- підготовка та підвищення кваліфікації мотористів (ІІІ/4) – Studying and refresher training of motormen

### Центр довузівської підготовки
Центр довузівської підготовки було створено у вересні 2003 року. Основними напрямками його діяльності є:
- організація та проведення профорієнтаційного інформування громадян України про спеціальності та структурні підрозділи Академії

- якісна підготовка до зовнішнього незалежного оцінювання знань із математики; української мови та літератури, історії України, іноземної мови

- допомога в підвищенні рівня знань, набутих у загальноосвітніх середніх навчальних закладах

- проведення підготовки громадян України до вступу в Академію

- консультування при виборі професії та в психологічній адаптації слухачів до умов і вимог навчання в Академії

До складу центру входять підготовчі курси (вечірні, суботні, дистанційні), відділення профорієнтаційної роботи.

### Севастопольський факультет морського транспорту
Севастопольський факультет морського транспорту є навчально-науковим структурним підрозділом Академії, який здійснює підготовку та підвищення кваліфікації спеціалістів водного транспорту. 
Завданням факультету є забезпечення на бюджетній та контрактній основі підготовки за денною та заочною формами навчання фахівців освітньо-кваліфікаційного рівня «бакалавр» за напрямом підготовки «Морський та річковий транспорт» (судноводіння та експлуатація суднових енергетичних установок). Факультет у своєму складі має кафедри: гуманітарних, природничих і технічних наук; судноводіння та керування судном; експлуатації суднових енергетичних установок та електрообладнання суден; а також курси з підготовки та підвищення кваліфікації спеціалістів водного транспорту.

### Київський коледж морського і річкового флоту
Готує фахівців за спеціальностями І рівня акредитації.
Коледж є правонаступником Київського суднобудівного технікуму, заснованого в 1940 році.
Відповідно до рішень керівництва Академії, Коледж готує спеціалістів за тими ж спеціальностями що й Академія.
Коледж – єдиний в Україні навчальний заклад І рівня акредитації, який за спеціальностями «Судноводіння на морських шляхах» та «Експлуатація суднових енергетичних установок» готує фахівців водного транспорту класу «річка-море».
У своєму складі Коледж має денні й заочні відділення, предметні (циклові) комісії.

### Севастопольський морський коледж
Севастопольський морський коледж – вищий навчальний заклад I рівня акредитації – найстаріший навчальний заклад цього рівня в Севастополі. Коледж засновано в 1921 році. Колишня назва навчального закладу – Севастопольський суднобудівний технікум (з 1938 року), пізніше – політехнічний технікум і морський технікум. У 2004 році Севастопольський морський технікум був реорганізований у Севастопольський морський коледж.
Коледж проводить набір студентів на базі 9 класів на три відділення, на яких здійснюється підготовка молодших спеціалістів за 8 спеціальностями:
- судноводіння на морських шляхах
- експлуатація суднових енергетичних установок
- монтаж і обслуговування суднового електрообладнання
- експлуатація електрообладнання і автоматики суден
- обслуговування та ремонт автомобілів і двигунів
- розробка програмного забезпечення
- фінанси і кредит
- бухгалтерський облік

Коледж проводить навчання терміном від 3 до 6 місяців за робітничими професіями. Серед них: матрос 1-го і 2-го класу, моторист 1-го і 2-го класу, токар (фрезерувальник) 2-го розряду, електрик судновий 2-го класу.

### Професійно-технічне училище«Миколаївська морехідна школа»

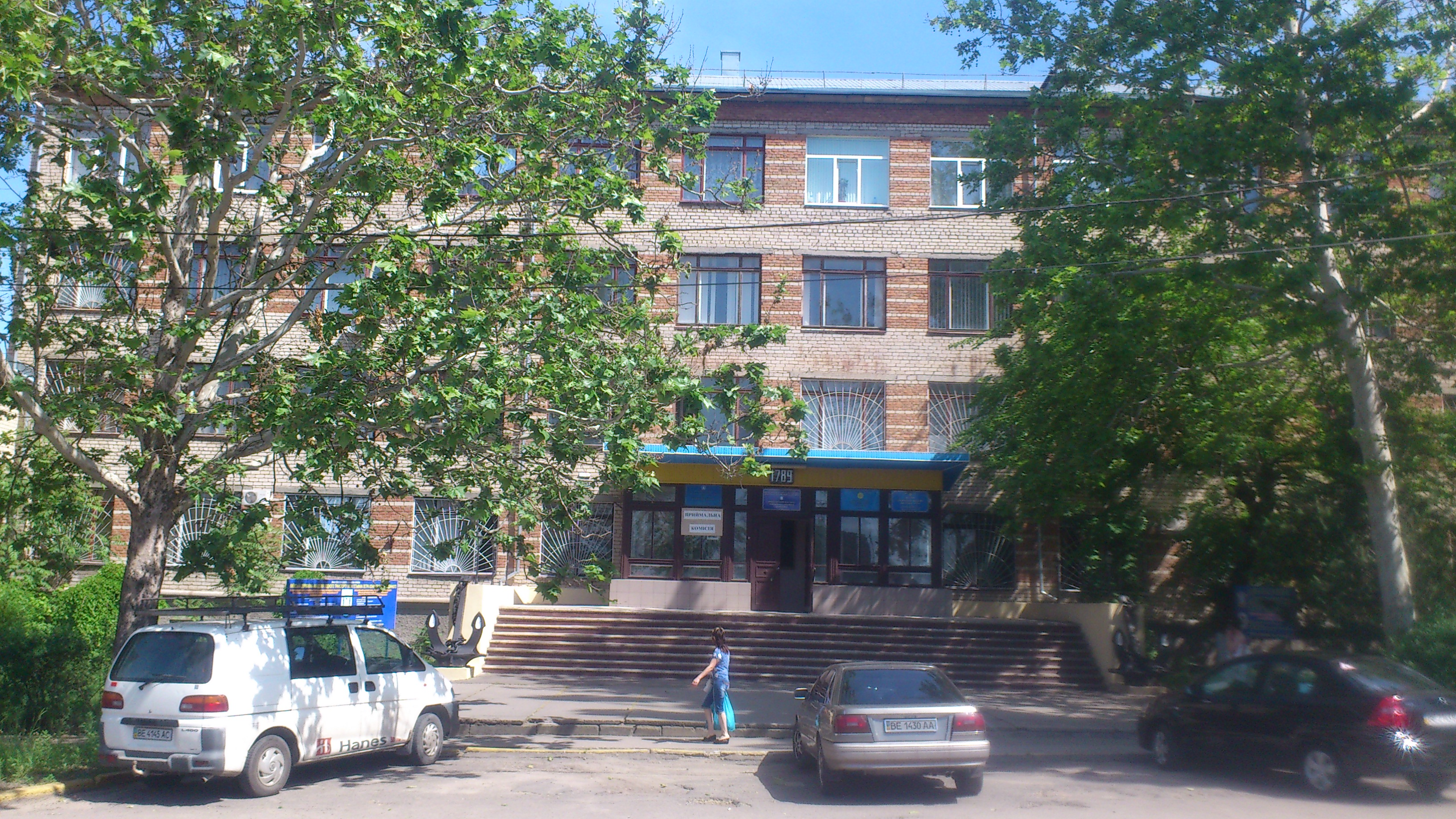
Миколаївська морехідна школа

Готує спеціалістів рядового складу морського флоту і є правонаступницею школи з підготовки штурманів Чорноморського флоту, заснованої в Миколаєві.
Свою історію в системі морської освіти морехідна школа веде від далекого 1789 року. Вона першою на півдні країни почала підготовку спеціалістів за морськими робітничими професіями. У 2005 року морехідна школа ввійшла до складу Київської державної академії водного транспорту.
Сьогодні морехідна школа готує фахівців водного транспорту: мотористів-матросів; мотористів-стернових; мотористів-рибалок прибережного лову; матросів, матросів-рятівників, матросів-водолазів; мотористів-машиністів рефрижераторних установок; електриків суднових; стюардів-офіціантів суднових; бортпровідників суднових.
У морехідну школу приймається молодь віком від 16 до 30 років. 

### Київське вище професійне училище водного транспорту
Готує спеціалістів рядового складу річкового флоту.
Історія училища розпочинається 19 вересня 1874 року[джерело не вказане 58 днів]. Тоді було відкрито Київське Олександрівське ремісниче училище, в якому навчався 101 учень.
Із 1950 року училище почало готувати кадри для річкового та морського флоту України.
За роки свого існування училище підготувало понад 40 тисяч кваліфікованих фахівців. Серед них 15 докторів і кандидатів наук, десятки офіцерів вищого складу, три Герої Соціалістичної праці, капітани суден, відомі керівники різних галузей господарства та українського флоту, а також гордість Училища – народна артистка України, лауреат державних премій СРСР та УРСР Валерія Гаврилівна Заклунна.
На базі 9 класів учні здобувають спеціальності:
- моторист (машиніст), стерновий (керманич), слюсар-ремонтник судновий
- лебідник, моторист (машиніст), слюсар-ремонтник судновий
- кухар, кухар судновий
- оператор комп’ютерного набору, секретар керівника (організації, підприємства, установи)
На базі 11 класів учні здобувають спеціальності:
- судноводій, помічник механіка (ІІІ пом. капітана, ІІІ пом. механіка)
- кухар, кухар судновий
- бортпровідник судновий, офіціант судновий
- оператор комп’ютерного набору, секретар керівника (організації, підприємства, установи)

### Севастопольське вище професійне училище
Училище є професійно-технічним навчальним закладом II-ІІІ атестаційного рівня. Воно здійснює підготовку робітників високого рівня кваліфікації з технологічно складних, наукоємних професій та спеціальностей, а також робітників, діяльність яких пов’язана зі складною організацією праці, як правило, з числа випускників загальноосвітніх навчальних закладів.
У навчальному закладі здобувають такі професії:
- складальник корпусів металевих суден
- електрозварник ручного зварювання
- газорізальник
- слюсар-монтажник судновий
- верстатник широкого профілю
- оператор верстатів з програмним керуванням
- електрогазозварник, електрозварник на автоматичних та напівавтоматичних машинах
- електромонтер з ремонту і обслуговування електроустаткування
- секретар керівника (підприємства, організації, установи)
- слюсар з ремонту автомобілів
- слюсар із складання металевих конструкцій

### Дунайський навчально-консультаційний пункт у м. Кілії Одеської області
Дунайський навчально-консультаційний пункт працює в регіоні з 1994 року. Основне завдання його діяльності – забезпечувати виконання державного замовлення та угод з підготовки фахівців з вищою освітою для морської галузі в Дунайському регіоні.
У Пункті навчаються студенти за напрямами підготовки:
І рівень акредитації – «Судноводіння на морських шляхах», «Експлуатація суднових енергетичних установок»; ІІ–ІІІ рівень акредитації – «Облік та аудит», «Менеджмент».
За 18 років роботи підготовлено 1500 судноводіїв та судномеханіків (молодших спеціалістів), 800 бакалаврів і спеціалістів зі спеціальностей «Менеджмент організацій» та «Облік і аудит».

### Миколаївський навчально-консультаційні центр підвищення кваліфікації і перепідготовки фахівців водного транспорту
Центр в м. Миколаєві був створений у 2006 році. Метою його заснування є підготовка, перепідготовка та підвищення кваліфікації працівників морської та річкової галузі України за державним замовленням та за контрактом.
Нині понад 1500 фахівців водного транспорту щорічно проходять курси підвищення кваліфікації у м. Миколаєві.

### Ізмаїльський навчально-консультаційні центр підвищення кваліфікації і перепідготовки фахівців водного транспорту
У 2000 році в м. Ізмаїл Академією утворено представництво, що 2004 року реорганізоване в Навчально-консультаційний центр.
Навчально-консультаційний центр забезпечує:
• довузівську підготовку вступників до Академії
• підготовку бакалаврів за спеціальностями «Судноводіння»; «Експлуатація суднових енергетичних установок» (форма навчання – заочна; повний термін навчання – 4 роки)
• підвищення кваліфікації фахівців-судноводіїв та судномеханіків для суден морського й річкового транспорту
Близько 75 % викладачів Центру мають наукові ступені та вчені звання.
Для отримання практичних навичок і проведення виробничої практики студентів використовується навчально-тренажерне судно «Новий Донбас», а також судна службово-допоміжного флоту ПрАТ «Українське Дунайське пароплавство». Базами практики є Ізмаїльський морський торговельний порт, Ренійський морський торговельний порт, ДП «Укрводшлях».